# E.mu
e.mu（エミュー）は、日本のヴィジュアル系ロックバンド。北海道出身。

## 概要
1997年9月結成。インディーズ時代からテレビ番組「BreakOut」に参加。
2000年4月にユニバーサルミュージックよりシングル「love around」でメジャー・デビュー。X JAPANのPATAがプロデューサーとして参加。
漫画『快感・フレーズ』14巻ではロックバンド「e.mu」(ミズキ、大介、ユック、タカヒロ)として描かれる。同漫画から派生しデビューしたΛuciferとは反対に、実在のバンド及びバンドメンバーが漫画の登場人物となった。
8枚のシングルと1枚のフルアルバムを発表し2003年7月18日解散。
2022年から、e.muのオリジナルメンバー（YUKKUは会社が忙しく、現在未参加）でe.muの前身のバンド名の「Nervous」で結成。Youtubeチャンネル「函館音楽隊」にて動画を定期的に公開。2023年8月13日に函館某所にてライブを実施することをYoutubeチャンネル「函館音楽隊」にて発表。

## メンバー
- MIZUKI（ボーカル）
  - 解散後、Needless Lyricsへ加入[3]。
- DAISUKE（ギター）
  - 解散後、SIAM SHADEの栄喜を中心に結成されたACIDを経てNeedless Lyricsを結成[3]。
  - 2011年にNeedless Lyricsは解散している。
- YUKKU（ベース）
- TAKAHIRO（ドラム）

### 元メンバー
- Atsuyoshi（ギター）
  - インディーズ時代に在籍。脱退後はJeauL（ジェール）を結成。2009年にはToySpeakerでデビュー。

## ディスコグラフィー

### シングル
1. HEART（1998年09月25日/インディーズ）
2. Message（1999年01月20日/インディーズ）
3. love around（2000年04月19日/UNLIMITED RECORDS/MASH-U RECORDING）オリコン14位、登場回数5回
4. Summer Day's Drive（2000年05月31日/UNLIMITED RECORDS）オリコン26位
5. Faith（2000年11月29日/UNLIMITED RECORDS）オリコン45位
6. Will/Didn't Say（2002年07月03日/ユニバーサルIMS）
7. another way（2002年10月30日/ユニバーサルIMS）
8. 桜/REAL（2003年03月26日/インディーズ）

### アルバム
1. FORCE of FIFTH（2000年06月28日/UNLIMITED RECORDS）オリコン34位
  - PATA(X JAPAN)プロデュース

## タイアップ一覧
| 使用年 | 曲名        | タイアップ                                                                |
| ------ | ----------- | ------------------------------------------------------------------------- |
| 2000年 | love around | テレビ東京系アニメ『KAIKANフレーズ』エンディングテーマ（第35話 - 第43話） |
| 2000年 | Faith       | 日本テレビ系『AX MUSIC-FACTORY』AX POWER PLAY#009テーマソング             |
| 2002年 | another way | TBS系『BLITZ INDEX』オープニングテーマ                                    |